# سفارة روسيا في النمسا
سفارة روسيا في النمسا هي أرفع تمثيل دبلوماسي لدولة روسيا لدى النمسا. تقع السفارة في فيينا وهي تهدف لتعزيز المصالح الروسية في النمسا.

## وصلات خارجية
- الموقع الرسمي
- قائمة سفارات روسيا
- قائمة السفارات في النمسا